# محمدآباد خواجه بیگلو
محمدآباد خواجه بیگلو روستایی در دهستان گیلوان، بخش مرکزی شهرستان طارم در استان زنجان است.
جمعیت این روستا در سال ۱۳۸۵، ۱۲۲ نفر بوده است.